# Neko café

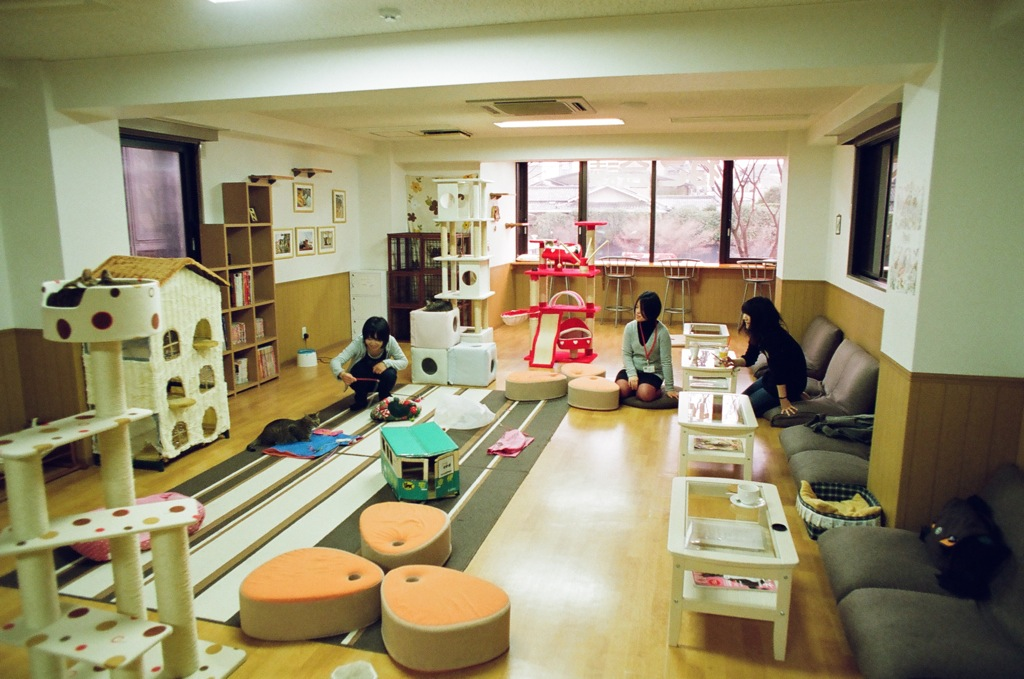
Nekokaigi, un piccolo neko café a Kyoto

Un neko café (猫カフェ? da neko, che in lingua giapponese significa "gatto") è una caffetteria tematica la cui principale attrazione è quella di permettere ai propri clienti di osservare ed eventualmente giocare con i gatti. A volte i clienti pagano un "diritto di entrata" in aggiunta alle consumazioni effettuate, diritto che può essere calcolato su base oraria.

## I primi anni
Il primo neko café del mondo, chiamato Il giardino fiorito dei gatti (猫花園S), fu aperto a Taiwan nel 1998. Questo locale, collocato a Taipei, con il tempo iniziò ad attrarre numerosi turisti giapponesi oltre che del proprio paese. In Giappone il primo neko café, Neko no jinkan (猫の時間? "Tempo dei gatti"), aprì nel 2004 a Osaka. Tra i vantaggi derivanti dall'apertura di questo tipo di locali vengono citati studi medici effettuati a partire dagli anni settanta del Novecento i quali proverebbero come accarezzare un gatto avrebbe benefici sull'apparato cardiovascolare.

## Diffusione in Giappone

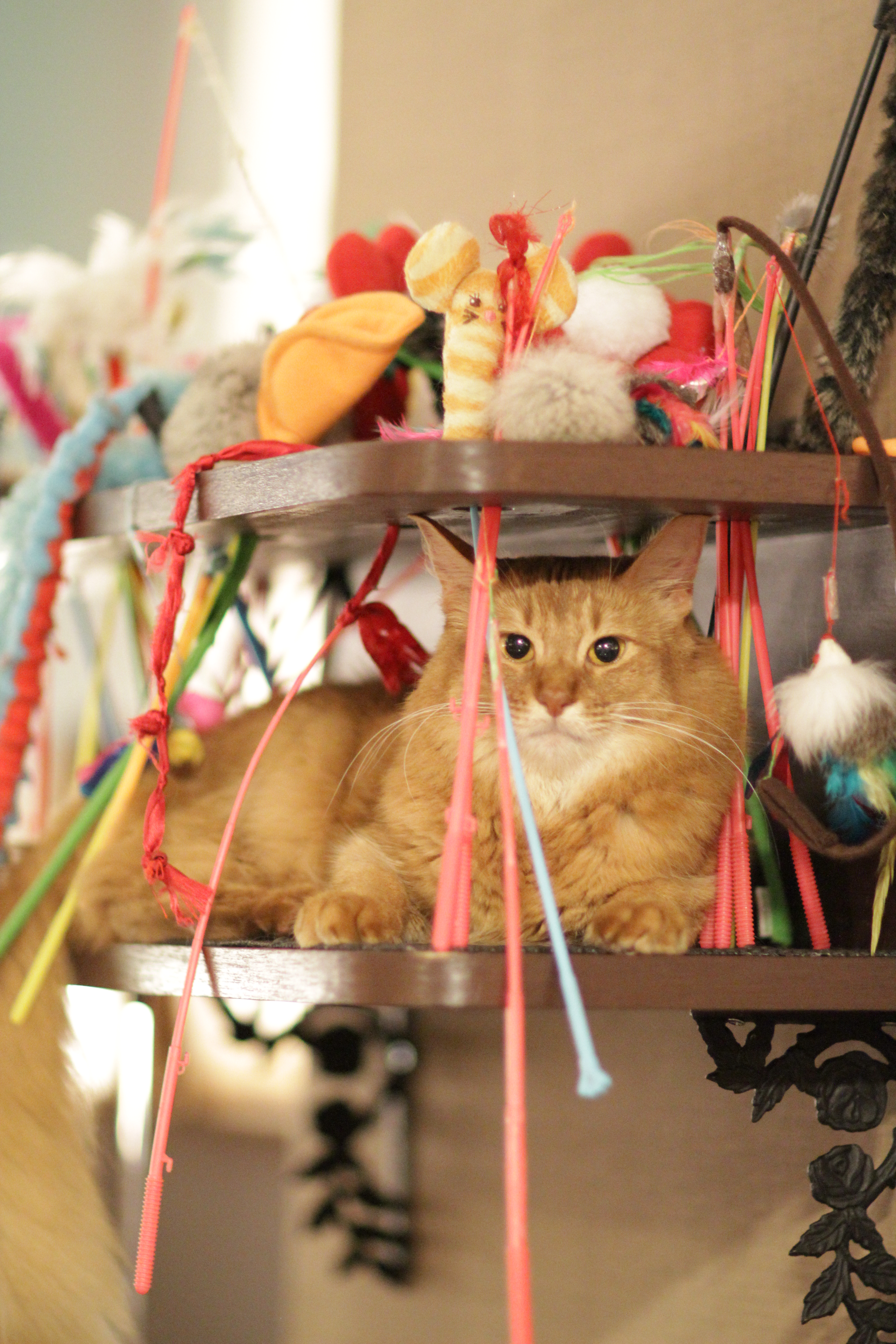
I neko café mettono in genere numerosi giochi a disposizione dei gatti ospitati e della propria clientela

I neko café all'inizio del XXI secolo divennero molto popolari in Giappone. Un pioniere di questo tipo di locale fu il Negozio del gatto (猫の店?, Neko no mise), di Norimasa Hanada, che venne inaugurato nel 2005. La popolarità dei neko café in Giappone è stata attribuita al divieto vigente nel paese di ospitare animali da compagnia in molti condomini e complessi residenziali, cosa che priva gli abitanti di questi edifici della compagnia rilassante dei gatti, particolarmente utile per coloro che vivono l'isolamento e la povertà di rapporti umani tipici di una grande metropoli. Altre forme di locali che offrono l'interazione con animali domestici, come i "caffè dei conigli", si stanno anch'esse diffondendo in Giappone.
I neko café adottano in genere una gestione del locale che cerca di assicurare la salute e il benessere sia degli animali sia dei propri clienti, in particolare verificando che i gatti non vengano molestati, che non ricevano attenzioni indesiderate, che non siano svegliati mentre stanno dormendo. Molti neko café sono attivi nel sensibilizzare i propri clienti su problemi dei gatti come randagismo e maltrattamenti.
Nel 2012 in Giappone la tariffa chiesta per rimanere in un neko café era di 1000 yen all'ora nei giorni infrasettimanali e di 150 yen per quarto d'ora nel week-end.

## L'espansione nel mondo

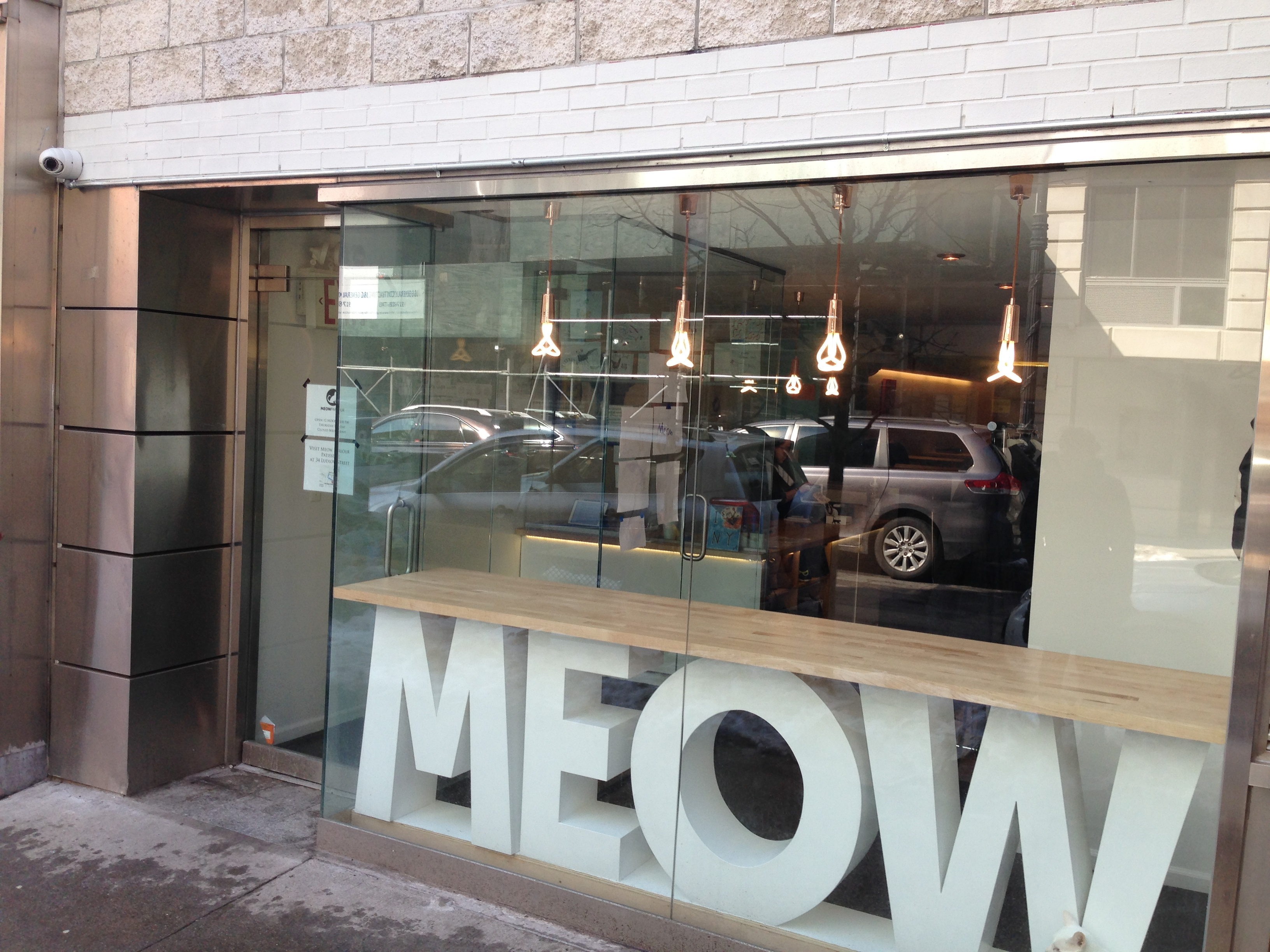
Un neko café a New York (USA)

Nella prima metà degli anni dieci del XXI secolo i neko café hanno visto una notevole diffusione anche al di fuori dell'Asia orientale. All'inizio del 2011 i neko café in Giappone erano circa un centinaio, dei quali circa metà a Tokyo. A questi si aggiungevano vari altri neko café presenti in Corea del Sud e a Taiwan.

### Europa
Il primo neko café d'Europa, Cafe Neko, iniziò la propria attività a Vienna (Austria) nel marzo 2012.
Il primo locale parigino di questo tipo fu inaugurato il 21 settembre 2013 nel quartiere del Marais.
Il 15 ottobre 2013 aprì le proprie porte a Madrid La Gatoteca, il primo neko café spagnolo, collocato nella sede della ONG ABRIGA per la adozione dei gatti abbandonati.
In Italia il primato spetta invece al MiaGola café di Torino, inaugurato il 22 marzo 2014, alla cui apertura ha fatto seguito poche settimane dopo, il 5 aprile 2014, quella del Neko Café, sempre nel capoluogo piemontese.

### Nord America
I primi due neko café del Nord-America furono il Café Chat L'Heureux e il  Cafe des Chats, inaugurati entrambi a Montréal (Canada) nel 2014.

## Controversie

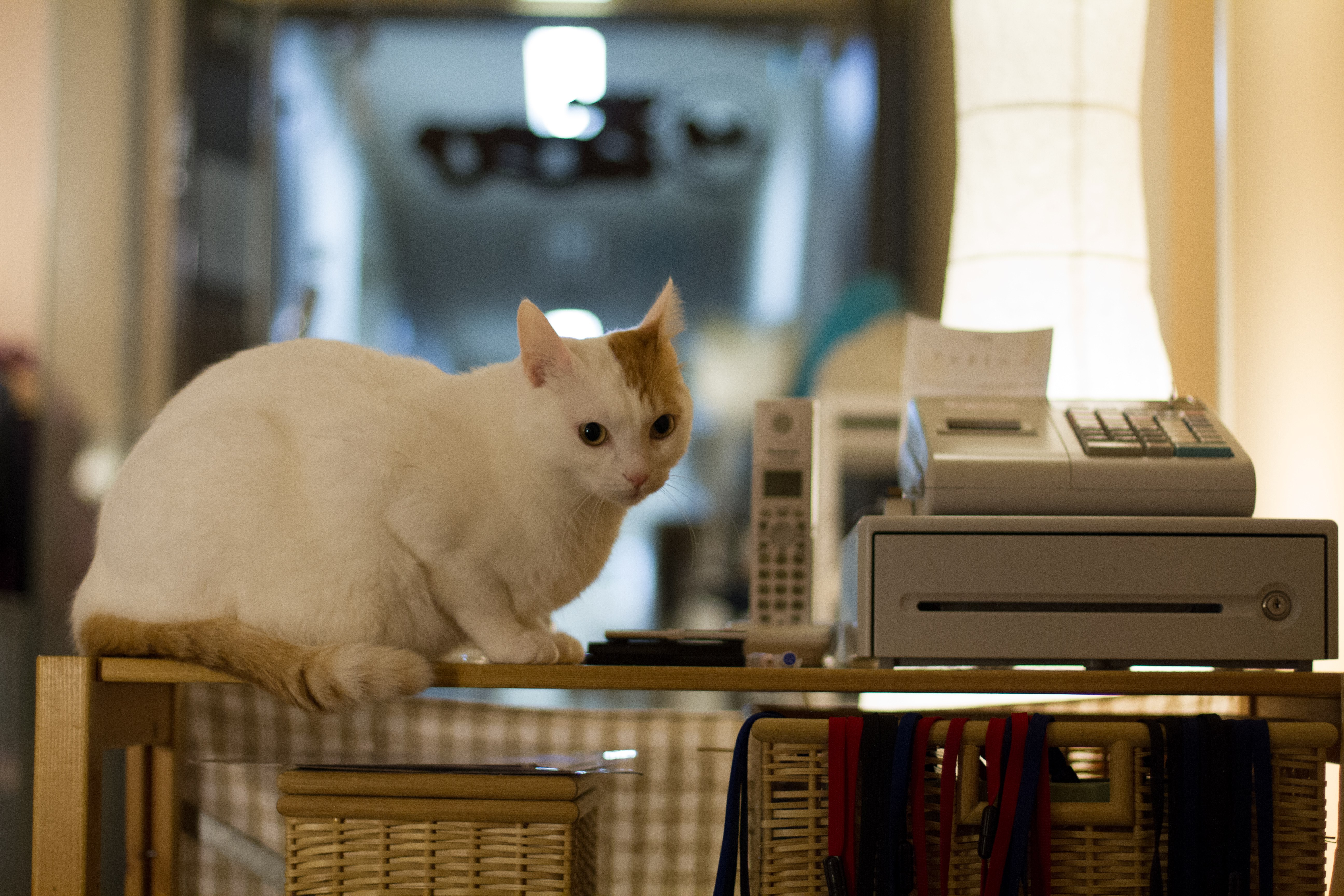
Un gatto accanto al registratore di cassa

Nel 2012 in Giappone entrò in vigore una nuova e più restrittiva legislazione a tutela del benessere degli animali. Con l'entrata in vigore della nuova legge, è vietata «l'esposizione pubblica di gatti e di cani» dopo le otto di sera. I gestori dei neko café sono stati colpiti piuttosto pesantemente da queste disposizioni di legge perché la maggior parte della loro clientela è costituita da persone che terminano tardi il proprio orario di lavoro.
In Francia l'apertura del neko café di Parigi ha sollevato alcune polemiche dopo i rilievi sull'igiene fatti dalla prefettura. Alcune associazioni animaliste hanno inoltre manifestato il loro dissenso sull'iniziativa.